# ریچارد کارلسن (هنرپیشه)
ریچارد کارلسن (انگلیسی: Richard Carlson؛ ۲۹ آوریل ۱۹۱۲ – ۲۵ نوامبر ۱۹۷۷) یک فیلم‌نامه‌نویس، هنرپیشه، و کارگردان اهل ایالات متحده آمریکا بود.

## فیلم‌شناسی
از فیلم‌ها یا برنامه‌های تلویزیونی که وی در آن نقش داشته است می‌توان به موجودی از باتلاق سیاه، روباه‌های کوچک، معادن شاه سلیمان، تور آبی، داستان هلن مورگن اشاره کرد.